# サロメ (アンティパトロスの娘)
サロメ（Salome または Salomé、ヘブライ語: שלומית）は、古代パレスチナの王ヘロデ大王の妹。
なお、洗礼者ヨハネの処刑の話やこれを基にした戯曲『サロメ』に出てくる「サロメ」は彼女のひ孫にあたる。
ヘロデ大王の死後、その息子のヘロデ・アルケラオス、ヘロデ・アンティパス、ヘロデ・フィリッポス達3人の甥とともにパレスチナを四分割（ただしサロメの領地は甥に比べるとかなり小さくいくつかの都市のみである）統治した。彼らを「王」ないし「女王」とするのは俗称で、歴史学上は（テトラルキア　τετραρχια ）と呼び、四分領太守、四分封領主と訳される。
サロメは兄の死後12～14年ほど生き、死後自分の財産を皇后ユリアに寄贈した（『ユダヤ古代誌』第XVIII巻2章2節より）。
娘ベレニケはヘロデ大王の息子アリストブロス4世と結婚し、アグリッパ1世やヘロディアの母となった。